# Élection présidentielle iranienne de 1997
L'élection présidentielle iranienne de 1997 a eu lieu le 23 mai 1997, elle a conduit à l'élection surprise du candidat réformiste Mohammad Khatami.
Cette élection a été surprenante pour deux raisons : au taux élevé de participation de près de 80 % contre 50 % lors de l'élection précédente et la majorité déséquilibrée du nouveau président (les conservateurs avaient obtenu une large majorité au parlement l'année précédente).

## Candidatures
Le Conseil des gardiens à disqualifié 234 candidatures. Seuls quatre candidats ont été autorisés à se présenter aux élections, :
- Mohammad Khatami, ancien ministre de la Culture.
- Mohammad Reyshahri, ancien ministre du Renseignement.
- Reza Zavare'i, membre du Conseil des gardiens.
- Ali Akbar Nategh-Nouri, président du Parlement.

### Candidatures rejetées
Parmi les candidatures notables :
- Ebrahim Yazdi, Secrétaire général du Mouvement de libération de l'Iran[4].
- Habibollah Peyman, chef du Mouvement des musulmans militants.
- Ezatollah Sahabi, figure du mouvement Nationaux-Religieux.
- Azam Taleghani, ancienne députée.

### Personnes ayant refusé de se présenter
- Mir-Hossein Mousavi, ancien premier ministre[5].

## Résultats
| Élection présidentielle iranienne de 1997 | Élection présidentielle iranienne de 1997           | Élection présidentielle iranienne de 1997 | Élection présidentielle iranienne de 1997 | Élection présidentielle iranienne de 1997 | Élection présidentielle iranienne de 1997 | Élection présidentielle iranienne de 1997 | Élection présidentielle iranienne de 1997 |
| Parti                                     | Parti                                               | Candidats                                 | Nohen et al                               | Nohen et al                               | ISSDP                                     | ISSDP                                     |                                           |
| Parti                                     | Parti                                               | Candidats                                 | Votes                                     | %                                         | Votes                                     | %                                         |                                           |
| ----------------------------------------- | --------------------------------------------------- | ----------------------------------------- | ----------------------------------------- | ----------------------------------------- | ----------------------------------------- | ----------------------------------------- | ----------------------------------------- |
|                                           | Société des clercs militants                        | Mohammad Khatami                          | 20,078,187                                | 69.07                                     | 20,138,784                                | 69.1                                      |                                           |
|                                           | Association du clergé militant                      | Ali Akbar Nategh-Nouri                    | 7,242,859                                 | 24.91                                     | 7,248,317                                 | 24.87                                     |                                           |
|                                           | Sans étiquette                                      | Reza Zavare'i                             | 771,460                                   | 2.65                                      | 772,707                                   | 2.65                                      |                                           |
|                                           | Association de défense des valeurs de la Révolution | Mohammad Reyshahri                        | 742,598                                   | 2.55                                      | 744,205                                   | 2.65                                      |                                           |
| Blancs ou nuls                            | Blancs ou nuls                                      | Blancs ou nuls                            | 240,996                                   | 0.93                                      | 241,732                                   | 0.83                                      |                                           |
| Total                                     | Total                                               | Total                                     | 29,067,100                                | 100                                       | 29,145,745                                | 100                                       |                                           |